# 巴勃罗·巴塔利亚
巴勃罗·马丁·巴塔利亚（西班牙語：Pablo Martín Batalla，發音：[ˈpaβlo βaˈtaʝa]；1984年1月16日—），是一名阿根廷职业足球运动员，司职中场。现在效力于土耳其足球超级联赛球队布尔萨体育。

## 俱乐部生涯
巴塔利亚在阿根廷球队萨斯菲尔德开始足球生涯，之后先后效力于帕丘卡，基尔梅斯，拉普拉塔体操击剑，卡利體育會和布尔萨体育等球队。他是2012/13赛季土耳其足球超级联赛助攻次数最多的球员。
2014年2月19日，中国足球超级联赛球队北京国安宣布巴塔利亚加盟球队。效力国安期间，巴塔利亚共为国安攻入23球，表现出色。
2016年1月13日，巴塔利亚的老东家布尔萨体育宣布巴塔拉重返球队。